# Стризич, Томо
Томо Стризич (серб. Томо Стризић; 16 марта 1906, Брибир — 10 июня 1944, Фужине) — югославский портной, участник Народно-освободительной войны, Народный герой Югославии.

## Биография
Родился 16 марта 1906 в Брибире в бедной крестьянской семье. Окончив школу, остался жить с родителями, помогая им по хозяйству. С 1923 по 1926 годы в Славонске-Пожеге был учеником портного, в 1928 году устроился работать в Брибир, став вскоре независимым работником. Симпатизировал коммунистам, участвовал в их акциях, вскоре был принят и в партию. В начале февраля 1938 года по настоянию Томо в Брибире было основано отделение Объединения рабочих синдикатов Югославии. До войны Стризич стал инцииатором акции протеста в составе 80 человек против оккупации Чехословакии нацистами. В качестве добровольца отправился воевать в Испанию.
В первой половине июля 1941 года Стризч организовал в Ясенове-на-Сельце небольшой вооружённый отряд, который начал борьбу против немецко-фашистских захватчиков. В конце июля 1941 года отряд ушёл на гору Вышевицу, скрываясь от усташской полиции. Штаб-квартира отряда располагалась в здании Государственной электрической компании в Лике. На дороге Риека-Огулин и были совершены первые акты возмездия и диверсии, проведённые отрядом Стризича.
Томо позднее занимал различные должность, начав с должности партийного секретаря в роте имени Божо Видаса. После основания Штаба Приморско-горанского отряда в начале октября 1941 года Томо был зачислен в состав штаба, занимая параллельно место в Делницком отделении Коммунистической партии Хорватии. В конце 1941 года он стал оперативным офицером в Штабе Приморско-горанского отряда, продолжив вербовку солдат в 1942 году. Осень 1942 года в Сене он создал новую партийную ячейку, став первым секретарём Сеньского отделения КПХ, а позднее был избран послом Земельного антифашистского веча народного освобождения Хорватии. В феврале 1943 года Стризич стал руководителем Народно-освободительного совета в Нови-Виндольских, а позднее занялся организацией разведывательной службы в Нови-Виндольских, Сене, Рабе и Паге. В октябре 1943 года участвовал в съездах как хорватского, так и всеюгославского Антифашистского веча.
10 июня 1944 попал в немецкую засаду близ Фужине и погиб там. Указом Президиума Народной Скупщины ФНРЮ от 20 декабря 1951 посмертно был награждён званием Народного героя Югославии. В Брибире был установлен в его честь памятный бюст.